# Qasmi-Friedhof

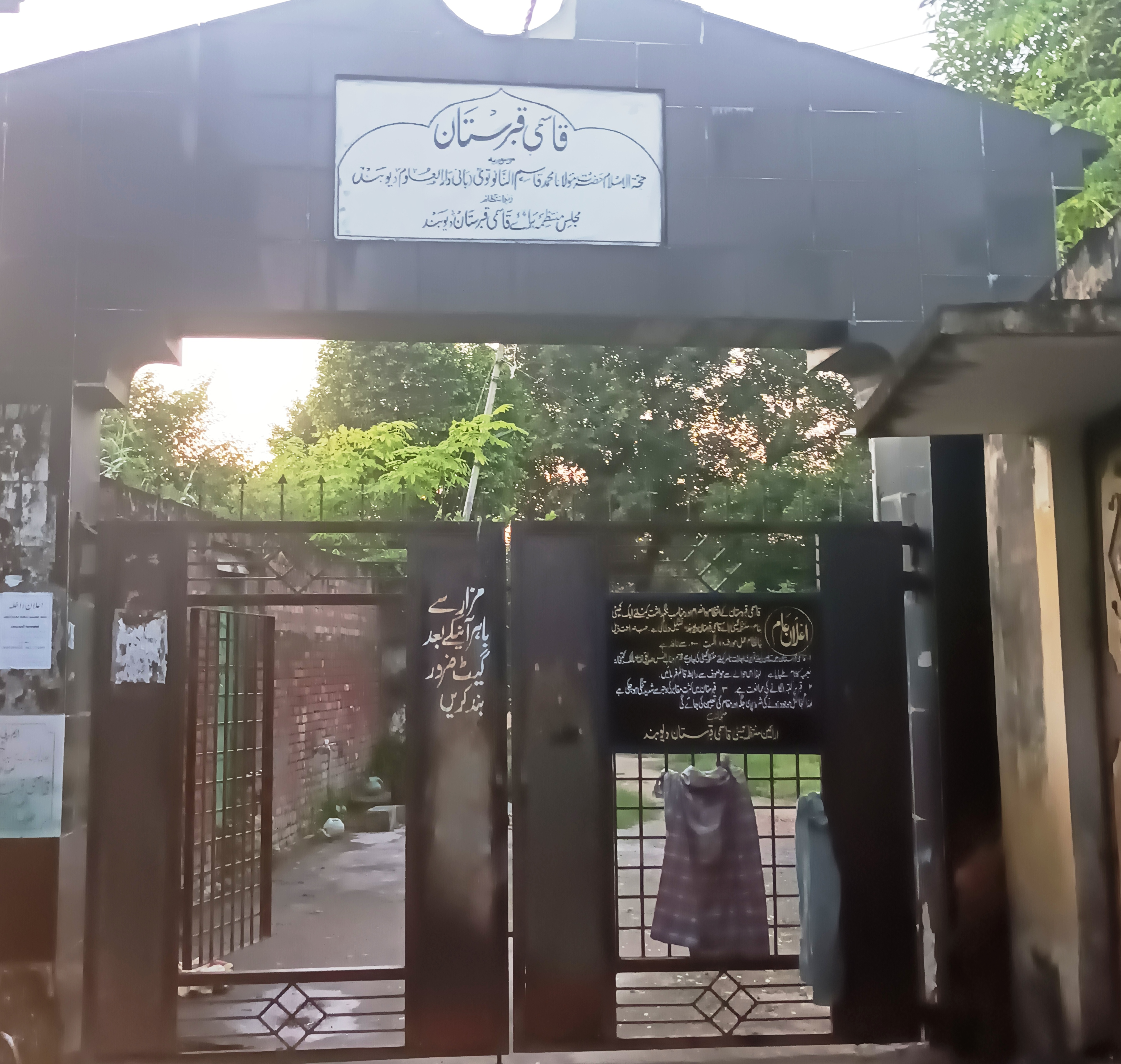
Eingang zum Mazar-e-Qasmi, Dar ul-Ulum Deoband

Der Qasmi-Friedhof (Urdu قاسمی قبرستان, qaasmi qabristan, Mazar-e-Qasmi, bengalisch কাসেমি কবরস্থান - Kāsēmi kabarasthāna, Panjabi (Shahmukhi) مزار قاسمی - mozar ghasmi, en.: Qasmi Cemetery) ist ein Friedhof auf dem Gelände der islamischen Hochschule Dar ul-Ulum Deoband in Indien, auf dem verdiente Deobandi-Gelehrte beigesetzt werden.
Er liegt zwischen dem Faizan Hospital (फैज़ान हॉस्पिटल) und der Hauptstraße 344BG (SH 59) nördlich der Masjid Rasheed (मस्जिद रशीद).

## Bestattungen
- Muhammad Qasim Nanautavi (1832–1880), sunnitischer hanafitischer maturiditischer Islamgelehrter, Theologe und Sufi
- Mahmud Hasan Deobandi (gest.  1920)
- Aziz-ul-Rahman Usmani (gest. 1928)
- Izaz Ali Amrohi (gest. 1955)
- Hussain Ahmad Madani (gest. 1957)
- Wahiduzzaman Kairanawi (gest. 1995)
- Asad Madni (gest. 2006)
- Kafilur Rahman Nishat Usmani (gest. 2006)
- Marghubur Rahman Bijnori (gest. 2010)
- Abdul Haq Azmi (gest. 2016)
- Ghulam Nabi Kashmiri (gest. 2019)
- Muhammad Salim Qasmi (gest. 2018).[1]
- Noor Alam Khalil Amini (gest. 2021)[2]
- Abdul Khaliq Sambhali (gest. 2021)[3]
- Qamruddin Ahmad Gorakhpuri (1938–2024), islamischer Gelehrter, Hadith-Professor und Scheich[4]